# 専念寺 (文京区)
専念寺（せんねんじ）は、東京都文京区にある浄土宗の寺院。

## 歴史
創建年代は不明であるが、心阿無的によって開山された。元々は神田の辺りに位置していたが、1617年（元和3年）に湯島天神下に移転し、1683年（天和4年）に現在地に移転した。
寺の記録は、1826年（文政9年）以前の記録をほぼ失っており、それ以降の記録も1945年（昭和20年）の空襲で失ったため、詳細なことは不明になっている。

## 寺宝等
- 阿弥陀如来像（本尊）
- 地蔵菩薩像（東都六地蔵第2番）

寺に入る道の奥に安置されている。この地蔵は現在の台東区にあった心行寺（現在は東京都府中市に移転）住職空無上人が建立したものである。

## 交通アクセス
- 本駒込駅より徒歩3分。